# Hieflau
Hieflau is een plaats en voormalige gemeente in de Oostenrijkse deelstaat Stiermarken. Het is een ortschaft van de gemeente Landl, die deel uitmaakt van het district Liezen. Het dorp ligt bij de monding van de Erzbach in de Enns, aan het oostelijke uiteinde van de Gesäuse, een kloofdal van de Enns.
De gemeente Hieflau behoorde tot het district Leoben en telde in 2014 730 inwoners. In 2015 ging ze bij een herindeling, samen met Gams bei Hieflau en Palfau, op in de gemeente Landl, waarbij ze overging naar het district Liezen.
Bij Hieflau bevindt zich sinds de jaren 50 een waterkrachtcentrale.
Stadsgemeenten:
Eisenerz ·
Leoben ·
Trofaiach

Marktgemeenten:
Kalwang ·
Kammern im Liesingtal ·
Kraubath an der Mur ·
Mautern in Steiermark ·
Niklasdorf ·
Sankt Michael in Obersteiermark ·
Sankt Peter-Freienstein ·
Vordernberg

Overige gemeenten:
Proleb ·
Radmer ·
Sankt Stefan ob Leoben ·
Traboch ·
Wald am Schoberpaß
- Gemeinsame Normdatei: 4269595-8
- Virtual International Authority File: 240921365